# Transformers: Armada
Transformers: Armada (jap. 超ロボット生命体トランスフォーマー マイクロン伝説, Chō Robot Seimeitai Transformers: Micron Densetsu) ist eine Animeserie von 2002, die auf dem Franchise Transformers basiert und ursprünglich als Werbeträger für dieses konzipiert war. Die Serie wurde später als Transformers:Energon und Transformers:Cybertron fortgesetzt.

## Handlung
Auf dem Planeten Cybertron herrscht Krieg. Autobots und Decepticons befinden sich seit tausenden von Jahren im Krieg miteinander. Dabei entwickelten sie eine Unterklasse ihrer Spezies, die Mini-Cons. Ursprünglich wurden diese Roboter dazu gedacht, den Heimatplaneten der Transformers während des Krieges zu unterhalten. Doch bald wurde entdeckt, dass ein Mini-Con verbunden mit einem normalen Transformer diesen ums hundertfache verstärken kann. Nun kämpfen Autobots und Decepticons um die Macht der Mini-Cons.
Als Megatron und seine Decepticons die Vorherrschaft zu gewinnen scheinen, verhelfen Optimus Prime und die Autobots den Mini-Cons bei ihrer Flucht von Cybertron. Allerdings wird ihr Schiff während der Flucht von den Decepticons angegriffen und dabei schwer beschädigt. So müssen sie durch eine Weltraumbrücke ins Ungewisse zu fliehen und landen weit entfernt von Cybertron auf einem kleinen blauen Planeten. Während der Landung werden viele Mini-Cons aus dem Schiff geschleudert. Dort fallen sie in einen tiefen Schlaf und verharren Millionen von Jahren in diesem Zustand.
Schließlich entdecken zwei Jungen das Raumschiff der Mini-Cons und senden unabsichtlich ein Notrufsignal nach Cybertron, welches in kürzester Zeit etliche Decepticons und Autobots zur Erde führt. Der Krieg um die Mini-Cons beginnt nun auf der Erde von neuem.

## Produktion und Ausstrahlung in Deutschland
Als Fortsetzung der Serie Transformers:Robots in Disquise wurde die Serie vom japanischen Animationsstudio Actas Inc. für das US-amerikanische Fernsehen produziert. Armada stellte einen Neustart für die Transformers da. So wurde eine völlig neue Geschichte entwickelt, die in einer Art alternativen Universum zur ersten Transformers-Serie spielt.
Die Erstausstrahlung fand vom 23. August 2002 bis zum 12. Dezember 2003 in den USA statt.
Der deutsche Sender RTL II strahlte die Serie ein einziges Mal vom 1. Dezember 2003 bis 16. Januar 2004 aus, dabei wurden jedoch nur 20 Folgen, die ersten 7 und die letzten 13, ausgestrahlt. In den Jahren 2008 und 2009 veröffentlichte das deutsche DVD-Label KSMFilm alle 52 Folgen der Serie in zwei DVD-Boxen. In den Boxen befinden sich 19 zusätzlich synchronisierte Folgen und 13 Folgen in der US-Fassung mit deutschen Untertitel, welche nie im deutschen Fernsehen ausgestrahlt wurden. Am 14. März 2011 erschien eine DVD-Box mit allen 52 Folgen.

## Episodenliste
| Episode | Deutscher Titel             | Erstausstrahlung (DE) | Originaltitel   | Erstausstrahlung (USA) |
| ------- | --------------------------- | --------------------- | --------------- | ---------------------- |
| 01      | Die grüne Armada            | 1. Dezember 2003      | First Encounter | 23. August 2002        |
| 02      | Transformertion!            | 2. Dezember 2003      | Metamorphosis   | 23. August 2002        |
| 03      | Das Geheimnis der Mini-Cons | 3. Dezember 2003      | Base            | 23. August 2002        |
| 04      | Kameraden                   | 4. Dezember 2003      | Comrade         | 21. September 2002     |
| 05      | Red Alert                   | 5. Dezember 2003      | Soldier         | 27. September 2002     |
| 06      | Feuer im Dschungel          | 8. Dezember 2003      | Jungle          | 4. Oktober 2002        |
| 07      | Karneval                    | 9. Dezember 2003      | Carneval        | 11. Oktober 2002       |
| 08      | keine dt. Fassung           | -                     | Palace          | 18. Oktober 2002       |
| 09      | Hilfe aus dem All           | -                     | Confrontation   | 25. Oktober 2002       |
| 10      | Der Mini-Con in der U-Bahn  | -                     | Underground     | 1. November 2002       |
| 11      | Das Mädchen vom Meeresgrund | -                     | Ruin            | 15. November 2002      |
| 12      | Die Vulkaninsel             | -                     | Prehistoric     | 22. November 2002      |
| 13      | Das Schwert der Mini-Cons   | -                     | Swoop           | 29. November 2002      |
| 14      | keine dt. Fassung           | -                     | Overmatch       | 13. Dezember 2002      |
| 15      | keine dt. Fassung           | -                     | Gale            | 20. Dezember 2002      |
| 16      | keine dt. Fassung           | -                     | Credilous       | 27. Dezember 2002      |
| 17      | keine dt. Fassung           | -                     | Conspiracy      | 10. Januar 2003        |
| 18      | keine dt. Fassung           | -                     | Trust           | 17. Januar 2003        |
| 19      | keine dt. Fassung           | -                     | Vacation        | 22. Januar 2003        |
| 20      | keine dt. Fassung           | -                     | Reinforcement   | 23. Januar 2003        |
| 21      | keine dt. Fassung           | -                     | Decisive Battle | 24. Januar 2003        |
| 22      | keine dt. Fassung           | -                     | Vow             | 27. Januar 2003        |
| 23      | keine dt. Fassung           | -                     | Rebellion       | 28. Januar 2003        |
| 24      | keine dt. Fassung           | -                     | Chase           | 29. Januar 2003        |
| 25      | keine dt. Fassung           | -                     | Tactican        | 30. Januar 2003        |
| 26      | Der Powerlink               | -                     | Link Up         | 31. Januar 2003        |
| 27      | Falsches Spiel              | -                     | Detection       | 1. März 2003           |
| 28      | Der Riesenroboter           | -                     | Awakening       | 8. März 2003           |
| 29      | Aller guten Dinge sind drei | -                     | Desperate       | 15. März 2003          |
| 30      | Die Flucht der Mini-Cons    | -                     | Runaway         | 22. März 2003          |
| 31      | Der Überläufer, Teil 1      | -                     | Past            | 29. März 2003          |
| 32      | Der Überläufer, Teil 2      | -                     | Past II         | 5. April 2003          |
| 33      | Smokescreens Ende           | -                     | Sacrifice       | 12. April 2003         |
| 34      | Ein neuer Anfang            | -                     | Regeneration    | 19. April 2003         |
| 35      | Die Befreiung der Mini-Cons | -                     | Rescue          | 26. April 2003         |
| 36      | Starscreams Fehde           | -                     | Mars            | 3. Mai 2003            |
| 37      | Falscher Verdacht           | -                     | Crack           | 10. Mai 2003           |
| 38      | Die Drohung                 | -                     | Threaten        | 3. Oktober 2003        |
| 39      | Die Hydra-Kanone            | -                     | Crisis          | 10. Oktober 2003       |
| 40      | Reue                        | 10. Dezember 2003     | Remorse         | 17. Oktober 2003       |
| 41      | Ab nach Cybertron!          | 11. Dezember 2003     | Depart          | 24. Oktober 2003       |
| 42      | Ein Wunder                  | 12. Dezember 2003     | Miracle         | 31. Oktober 2003       |
| 43      | Nemesis Prime               | 15. Dezember 2003     | Puppet          | 7. November 2003       |
| 44      | Der Aufstand                | 16. Dezember 2003     | Uprising        | 14. November 2003      |
| 45      | Enthüllungen                | 17. Dezember 2003     | Dash            | 21. November 2003      |
| 46      | Zurück in die Vergangenheit | 18. Dezember 2003     | Drift           | 28. November 2003      |
| 47      | Ein Zeichen                 | 19. Dezember 2003     | Portent         | 5. Dezember 2003       |
| 48      | Das Friedensangebot         | 12. Januar 2004       | Cramp           | 8. Dezember 2003       |
| 49      | Mit vereinten Kräften       | 13. Januar 2004       | Alliance        | 9. Dezember 2003       |
| 50      | In letzter Sekunde          | 14. Januar 2004       | Union           | 10. Dezember 2003      |
| 51      | Endlich Frieden?            | 15. Januar 2004       | Origin          | 11. Dezember 2003      |
| 52      | Unicrons Ende               | 16. Januar 2004       | Mortal Kombat   | 12. Dezember 2003      |

## Synchronisation
Die Synchronisation der Serie fand in München bei PPA Film GmbH statt. Dialogbuch und Synchronregie hat Martin Halm geführt.
| Rolle                   | Japanischer Sprecher (Seiyū)     | Deutscher Sprecher    |
| ----------------------- | -------------------------------- | --------------------- |
| Optimus Prime (Convoy)  | Tōru Ōkawa                       | Pierre Peters-Arnolds |
| Megatron                | Kiyoyuki Yanada                  | Willi Röbke           |
| Alexa                   | Akira Tomisaka                   | Anke Kortemeier       |
| Billy                   | Tarusuke Shingaki                | Pascal Breuer         |
| Blurr (Silverbolt)      | Isshin Chiba                     | Claus-Peter Damitz    |
| Carlos                  | Yukie Maeda                      | Jan Makino            |
| Cyclonus (Sandstorm)    | Isshin Chiba                     | Tobias Lelle          |
| Demolisher (Ironhide)   | Kōji Yusa                        | Christoph Jablonka    |
| Erzähler                |                                  | Michael Brennicke     |
| Fred (Jim)              | Nobuyuki Kobushi                 | Philipp Brammer       |
| Hot Shot (Hot Rod)      | Kōsuke Okano                     | Martin Halm           |
| Jetfire                 | Susumu Chiba                     | Niko Macoulis         |
| Nemesis Prime (Scourge) | Tōru Ōkawa                       | Pierre Peters-Arnolds |
| Rad White               | Masataka Nakai                   | Stefan Günther        |
| Red Alert (Ratchet)     | Ikuya Sawaki                     | Claus Brockmeyer      |
| Scavenger (Devastator)  | Keiji Fujiwara                   | Ole Pfennig           |
| Sideways (Doubleface)   | Takahiro Yamada Takahiro Sakurai | Ekkehardt Belle       |
| Unicron                 | Katsumi Chō                      | Ekkehardt Belle       |
| Smokescreen (Grap)      | Katsuhisa Hōki                   | Gerhard Acktun        |
| Side Swipe (Stepper)    | Nobuyuki Kobushi                 | Andreas Borcherding   |
| Starscream              | Jin Yamanoi                      | Gerd Meyer            |
| Thrust                  | Kōji Yusa                        | Kai Taschner          |
| Wheeljack (Rampage)     | Susumu Chiba                     | Gerhard Jilka         |